# Тео Теоколі
Тео Теоколі (італ. Teo Teocoli; справжнє ім'я Антоніо Теоколі; 25 лютого 1945 року, Таранто, Італія) — італійський комік, імітатор, кабаретист, актор, співак, телеведучий і театральний режисер.

## Біографія
Тео Теоколі народився в Таранто, куди його батька ненадовго перевели у справах роботи з Реджо-Калабрія. Незабаром після його народження сім'я знову повернулася до Реджо-Калабрія, де він ріс у районі Сбарре, до 5 років, коли сім'я назавжди оселилася в Мілані. З 1989 року Теоколі одружений з Еленою Факіні, має трьох доньок: Анну Адель Летицію (1989), Паолу (1991) та К'яру (1992).

### Початок кар'єри
Підлітком Тео виступав як співак рок-н-ролу у клубах Мілана, таких як «Santa Tecla», з його гуртом «I Demoniaci». У 1965 році він отримав контракт на запис з компанією «Dischi Ricordi», де записав свою дебютну пісню «Una mossa mistata», з якою з успіхом виступив на пісенному конкурсі «Caravella dei successi» в Барі того ж року. На конкурсі Тео познайомився знайомиться з Вільмою Гойк, з якою заручився. У 1966 році як вокаліст він приєднався до гурту «Quelli» (у майбутньому названий «Premiata Forneria Marconi»). У 1967 році Тео залишив «Quelli», досягши великого успіху з піснею «Una bambolina che fa no no no». Потім він прийняв пропозицію компанії звукозапису Адріано Челентано «Clan Celentano» про створення нового гурту «Teo e le vittime», з яким він записав кілька LP-платівок у 45 обертів.
Того ж 1967 року Тео взяв участь у Фестивалі неаполітанської пісні, де виконав з гуртом «Campanino» баладу «Carolina nun parte cchiù», а потім пісню «Le vitamine». Потім у 1969 році він приєднався до італійського складу музичної комедії «Волосся» разом з Карло Де Мехо, Ренато Дзеро, Лореданою Берте, Гленом Вайтом та Ронні Джонсом. Наступного року компанія звукозапису «RCA Italiana» видала альбом із піснями мюзиклу.

### 1970-ті—1990-ті роки: успіх на телебаченні
У 1970-х роках Теоколі дебютував як стендап-комік у міланському клубі «Дербі» разом з іншими відомими коміками, такими як Массімо Больді, Кокі Понцоні та Ренато Поццетто, Джорджо Фалетті, Мауро Ді Франческо. На цьому заході Тео познайомився з музикантом Енцо Янначчі, який натхненний його історією, написав пісню «Il dritto» (Теоколі жив у шинку під номером 3, і опис персонажа у пісні відповідає тому, яким він був у молодості).
Цього часу Теоколі продовжив кар'єру співака, і 1976 року випустив сингл «E Sorridi…/Atropos», сторона-А платівки містила кавер пісні Кіта Керрадайна «I'm Easy» (з фільму «Нешвілл» Роберта Олтмена) з текстом італійською мовою, написаним Рікі Джанко.
Тео дебютував на телебаченні у 1973 році, другорядно беручи участь у програмі «Il poeta e il contadino», що транслювалася на каналі Rete 2, з комічним дуетом «Кокі та Ренато», але успіх його прийшов на передачі «Antennatre» разом з Массімо Больді у програмі «Non lo sapessi ma lo so nel» 1982-го. Тео завжди захоплювався спортом, й після участі у передачах «Drive In» та «Una rotonda sul mare», особливо футболу, будучи великим уболівальником «Мілана», у 1989 році він запропонував роль Пео Періколі (великого фаната футбольного клубу «Мілан») у програмі «Emilio».
У 1991 році разом з Джином Н'йоккі він бере участь у телешоу «Il gioco dei 9» і стає одним із головних героїв ситкому «Сусіди» на каналі Italia 1. З 2 грудня 1991-го до 6 січня 1992 року Тео був ведучим гумористичної передачі «Striscia la Notizie». З 9 лютого по 3 травня 1992 року він, разом з Джином Н'йоккі, вів передачу «Scherzi a parte» на Italia 1. Починаючи з сезону 1992—1993 років і до 1995-го Тео був ведучим передачі «Mai dire gol», після чого його замінив Клаудіо Ліппі. У 1996 році він разом із Джином Н'йоккі та Симоною Вентурою вів телешоу «Il Boom» на Canale 5. Цього часу Теоколі знову зображав своїх спортивних персонажів на передачі «EuroPeo» на Italia 1 з нагоди чемпіонату Європи з футболу.
У 1997 році Тео почав працювати на каналі Rai 1, разом з Венді Віндхем, він вар'єте «Faccia tosta». У тому ж році він став одним із головних персонажів передачі «Fantastica italiana». Після деякої участі у недільній передачі «Quelli che il calcio», яку вів Фабіо Фаціо, і разом з ним, він став постійним гостем у її сезонах 1998—1999 та 1999—2000 років, зображуючи веселі персонажами, зокрема імітуючи таких осіб, як Чезаре Мальдіні та Пеппіно Пріско. У лютому 1999 року разом із Фабіо Фаціо та Ор'єттою Берті Тео стає ведучим «Sanremo Notte», передачі, яка висвітлювала події 49-го пісенного фестиваю в Санремо. У жовтні 1999 року він був постійним гостем Адріано Челентано у програмі «Francamente me ne infischio» і того ж року отримав премію «Телевізійна режисура» за найкращий чоловічий персонаж року.

### 2000—2020 роки
У 2000 році Теоколі разом із Фабіо Фаціо та Лучано Паваротті вів 50-й сезон фестивалю в Санремо. Повернувшись на телерадіокорпорацію «Mediaset» він почав виступати у вар'єте «Italiani». Потім Теоколі вів лише один епізод передачі «Paperissima» з Наталією Естрадою, яку залишив через розбіжності з колегами. Теоколі був ведучим двох випусків передачі «Scherzi a parte» з Массімо Больді, у одному епізоді взяла участь ведуча-початківиця Мішель Хунцікер, а у другому — Мануела Аркурі та Анна Марія Барбера. Також Теоколі вів шоу «Il Teo — Sono tornato normale» з Альбою Пар'єтті, що мало незначний успіх; разом з Робертою Капуа представляв літнє шоу «Sei un mito!». На запрошення директора Rai 1 Фабріціо Дель Ноче, він мав вести передачу «Affari tuoi», але компанія «Endemol», продюсер програми, вирішив, що він не підходить для неї, віддавши перевагу Пупо.
Потім на RAI Теоколі брав участь у програмі «Che tempo che fa», що транслюється в суботу ввечері на Rai 3, телешоу Адріано Челентано «Rockpolitik» на Rai 1 і на «Domenica Sportiva» на Rai 2 під час сезону 2006—2007 років під керуванням Якопо Вольпі, й протягом сезонів 2007—2008, 2008—2009 та 2009—2010 років під керуванням Массімо Де Луки. Навесні 2007 року одне з його телешоу на Rai 1 так і потрапило в ефір, після чого він взяв участь у програмі «Colpo di genio», що вела Симона Вентура, але проект не отримав очікуваного успіху та й закрився лише після двох серій.
У 2008 році Теоколі представив свою пісню «Carta d'identita», виконану з Тоні Далларою, на фестивалі в Санремо, після свого виключення із журі вони виконали її у двохвилинному міні-шоу на радіо «Fiorello Viva». У червні 2008 року Тео брав участь у передачі «Notti Europee» Якопо Вольпі з нагоди чемпіонату Європи з футболу 2008 року. Цього часу Теоколі вів активну театральну діяльність й гастролював з виставою «Teo Teocoli show — Non ero previsto in palinsesto». З жовтня 2009 року він став експертом та спортивним коментатором компанії «Betfair Italia». На фестивалі в Санремо Теоколі виконав в дуеті з Алексією та Маріо Лаведзі пісню «Biancaneve».
У 2014 році Тео приєднався до складу учасників шоу талантів Міллі Карлуччі «Танці з зірками», яке велося у парі з Наталією Тітовою, але після трьох епізодів через фізичні проблеми завершив телевізійні виступи. З 28 листопада 2015 року він знову з'явився на телебаченні, на Rai 3, з програмою «Teo in the box», італійською версією шоу «Host in the box», за продюсуванням «Endemol». 31 грудня 2016 року разом з Амадеусом Тео вів програму «L'anno checome» на Rai 1 у прямому ефірі з Потенци. В листопаді 2021 року він знову повернувся на телебачення, виступаючи у ролі свого відомого персонажа Феліче Чаччамо у передачі «Zelig», що виходила у прайм-тайм.

## Зімітовані особи
- Сальваторе Адамо
- Джанні Аньєллі
- Габріеле Альбертіні
- Луїс Арагонес
- Джорджо Армані
- Маріо Балотеллі
- Роберто Болле
- Чезаре Кадео
- Франко Каліфано
- Лоріс Капіроссі
- Франко Карраро
- Адріано Челентано
- Рей Чарльз
- Джанні Клерічі
- Білл Клінтон
- Феделе Конфалоньєрі
- Армандо Коссутта
- Мауріціо Костанцо
- Енріко Чучча
- Гектор Купер
- Тоні Даллара
- Авреліо Де Лаурентіс
- П'єро Фаззіно
- Вітторіо Фельтрі
- Данієль Фонсека
- Джанфранко Фунарі
- Адріано Галльяні
- Галк Гоган
- Златан Ібрагімович
- Мігель Індурейн
- Джованотті
- Чезаре Мальдіні
- Карло Мадзоне
- Массімо Моратті
- Макс Пеццалі
- Мішель Платіні
- Джузеппе Пріско
- Альваро Рекоба
- Кіт Річардс
- Чіно Річчі
- Роналдінью
- Валентіно Россі
- Франко Сенсі
- Ріно Томмасі
- Ерсіліо Тоніні
- Клаудія Вінчігверра
- Крістіан В'єрі

## Персонажі, зімітовані Теоколі
- Феліче Чаччамо: неаполітанський спортивний журналіст. Вперше він з'явився в 1990 році на передачі «Paperissima» і став одним із основних персонажів програми «Mai dire Gol». Персонаж мав руде волосся, він був в окулярах у стилі 1960-х років й одягненим у занадто тісний синій піджак. Чаччамо спеціально носив краватку, яка мала однаковий колі з Неаполітанською затокою через неправильне використання хроматичного ключа. Персонаж промовляв крилату фразу «Поверни м'яч, поверни м'яч» й розповідав міфи про Бруно Пезаолу, Коррадо Ферлаїно та Джузеппе Брусколотті.
- Абелардо Норкіс: іспанський співак, гітарист, без руки, втраченій під час сварки з хлопчиком з Толедо (як це пояснювалося на передачі «Che tempo che fa» 2011 року, яку вів Фабіо Фаціо)[4]. Персонаж грав на гітарі, використовуючи фальшиву руку і виконуючи безперервне баре (який він називав каскадом нот). Теоколі кілька разів зображав Норкіса, виступаючи у супроводі Оссаріо (Армандо Челсо) й виконуючи їхнє аранжування каталонської пісні «Don Toribio Carambola» Перета[5].

## Дискографія

### Сингли
- 1965: Una mossa sbagliata/Mi son svegliato (Dischi Ricordi, SRL 10.401)
- 1966: Una bambolina che fa no no no/Non ci sarò (Dischi Ricordi, SRL 10.443; з i Quelli)
- 1967: Carolina nu parte cchiù/Scapricciatello (Clan Celentano, ACC 24060)
- 1967: Le vitamine/Scapricciatello (Clan Celentano, ACC 24062)
- 1976: E sorridi.../Atropos (Blu Records, BLR 503)
- 1984: Gitana/Il guazzabuglio (CGD 10568)
- 1989: Por un beso me mareo/ Macho Camicho's band (Alpharecord, AR 3011)
- 1990: Te-O'/Te-O' (versione strumentale) (Five Record, FM 13268)

### Альбом
- 1970: Hair — versione italiana (RCA Italiana, PSL 10479; з Лореданою Берте і Ренато Дзеро)

## Фільмографія
- «Паоло і Франческа» («Paolo e Francesca»), режисер Джанні Вернуччо (1971)
- «Суддя і неповнолітній» («Il giudice e la minorenne»), режисер Франко Нуччі (1974)
- «Господар і робітник» («Il padrone e l'operaio»), режисер Стено (1975)
- «Зламана Італія» («L'Italia s'è rotta»), режисер Стено (1976)
- «Як я викрадаю твою дитину» («Come ti rapisco il pupo»), режисер Лучо Де Каро (1976)
- «Десантники» («Sturmtruppen»), режисер Сальваторе Сампері (1976)
- «Орендар нагорі» («L'inquilina del piano di sopra»), режисер Фердінандо Бальді (1977)
- «Дурень» («Il balordo»), режисер Піно Пассалаква (1978), мінісеріал
- «Саксофон» («Saxofone»), режисер Ренато Поццетто (1978)
- «Солоденька» («Liquirizia»), режисер Сальваторе Сампері (1979)
- «Дурний м'яч» («L'imbranato»), режисери Маріо Кастеллаччі і П'єр Франческо Пінджіторе (1979)
- «Привіт марсіанин» («Ciao marziano»), режисер П'єр Франческо Пінджіторе (1980)
- «Звіряче свято» («Una vacanza bestiale»), режисер Карло Ванціна (1981)
- «Шляхетний з коханкою під ліжком» («L'onorevole con l'amante sotto il letto»), режисер Маріано Лауренті (1981)
- «Спагетті опівночі» («Spaghetti a mezzanotte»), режисер Серджо Мартіно (1981)
- «Ми дякуємо регіону Апулія за надання нам міланців» («Si ringrazia la regione Puglia per averci fornito i milanesi»), режисер Маріано Лауренті (1982)
- «Винятковий... справді» («Eccezzziunale… veramente»), режисер Карло Ванціна (1982)
- «Десантники 2 — всі на фронт» («Sturmtruppen 2 — Tutti al fronte»), режисер Сальваторе Сампері (1982)
- «Дієго 100%» («Diego 100 %»), телесеріал (1985)
- «Універмаг» («Grandi magazzini»), режисери Кастеллано і Піполо (1986)
- «Святкова професія» («Professione vacanze»), режисер Вітторіо Де Сісті (1986) теле-мінісеріал, епізод 3: («Un complicato intrigo di camere, donne e dritti» («Складна інтрига палат, жінок та натуралів»))
- «Мої перші 40 років» («I miei primi 40 anni»), режисер Карло Ванціна (1987)
- «Героїчна місія — Пожежники 2» («Missione eroica — I pompieri 2»), режисер Джорджо Капітані (1987)
- «Дні комісара Амброзіо» («I giorni del commissario Ambrosio»), режисер Серджо Корбуччі (1988)
- «Перезасмаглий» («Abbronzatissimi»), режисер Бруно Габурро (1991)
- «Сусіди» («Vicini»), телесеріал (1991—1992)
- «Хрест та радість» («Croce e delizia»), режисер Лучано де Крешенцо (1995)
- «Тато промовляє месу» («Papà dice messa»), режисер Ренато Поццетто (1996)
- «Вічна дитина» («Bibo per sempre»), режисер Енріко Колетті (2000)
- «Спортбар» («Bar Sport»), режисер Массімо Мартеллі (2011)
- «2 звичайних ідіота» («I 2 soliti idioti»), режисер Енріко Ландо (2012)
- «Вічно молодий» («Forever Young»), режисер Фаусто Брідзі (2016)

## Телепередачі
- Il poeta e il contadino (Secondo Programma, 1973)
- Valentina, una ragazza che ha fretta (Rete 1, 1977)
- Profumo di classe (Rete 1, 1979)
- Saltimbanchi si muore (Rete 2, 1980)
- Non lo sapessi ma lo so (Antennatre, 1982)
- Il guazzabuglio (Antennatre, 1984)
- Grand Hotel (Canale 5, 1986)
- Drive in (Italia 1, 1986—1988)
- Una rotonda sul mare (Canale 5, 1989—1990)
- Emilio (Italia 1, 1989—1990)
- Il gioco dei 9 (Canale 5, 1990—1992)
- Pressing (Italia 1, 1990—1991)
- Mai dire Gol (Italia 1, 1990—1995)
- L'Odissea (Canale 5, 1991)
- I tre moschettieri (Canale 5, 1991)
- Striscia la notizia (Canale 5, 1991—1992)
- Scherzi a parte (Italia 1, 1992; Canale 5, 1993—1995, 2002—2003)
- Arrivederci Estate (Rete 4, 1993)
- Quelli che il calcio (Rai 3, 1993—1998; Rai 2, 1998—2001)
- Gran Galà della Musica (Canale 5, 1993)
- Prima notte con Pamela (Rete 4, 1993)
- Il boom (Canale 5, 1996)
- EuroPeo (Italia 1, 1996)
- Faccia tosta (Rai 1, 1997)
- Fantastica italiana (Rai 1, 1997)
- DopoFestival — Sanremo notte (Rai 1, 1999—2000)
- Francamente me ne infischio (Rai 1, 1999)
- Comici (Italia 1, 1999)
- Festival di Sanremo (Rai 1, 2000)
- Paperissima — Errori in TV (Canale 5, 2002)
- Il Teo — Sono tornato normale (Canale 5, 2004)
- Sei un mito (Canale 5, 2005)
- Che tempo che fa (Rai 3, 2005—2006)
- La domenica sportiva (Rai 2, 2006—2010)
- Colpo di genio (Rai 1, 2007)
- Ballando con le stelle (Rai 1, 2014)
- Techetechete' (Rai 1, 2015)
- Teo in the Box (Rai 3, 2015)
- L'anno che verrà (Rai 1, 2016)
- Premio Lelio Luttazzi (Rai 1, 2017)
- Zelig (Canale 5, 2021)

## Реклами
- Brillantina Brylcreem (1964)
- Oransoda (1968—1969)
- Sofficini Findus (1994)
- Latte fresco Granarolo (1996)
- Pagine gialle (1997)
- Aperol Soda (1998—1999)
- Panettone Maina (2004)
- Poltronesofà (2011)
- Unieuro (2021)

## Нагороди
- «Золотий Амвросій»:
  - 2006 — «Золотий Амвросій» — «Золота медаль»[6]
- «Золота трибуна»:
  - 2007 — «Золота трибуна за телевізійний голос»
- «Премія за телевізійну режисуру»:[7]
  - 1999 — «Найкращий чоловічий персонаж року»
- «Телегатто»:
  - 1999 — «Найкращий чоловічий персонаж року»[8]